# Henry Parland

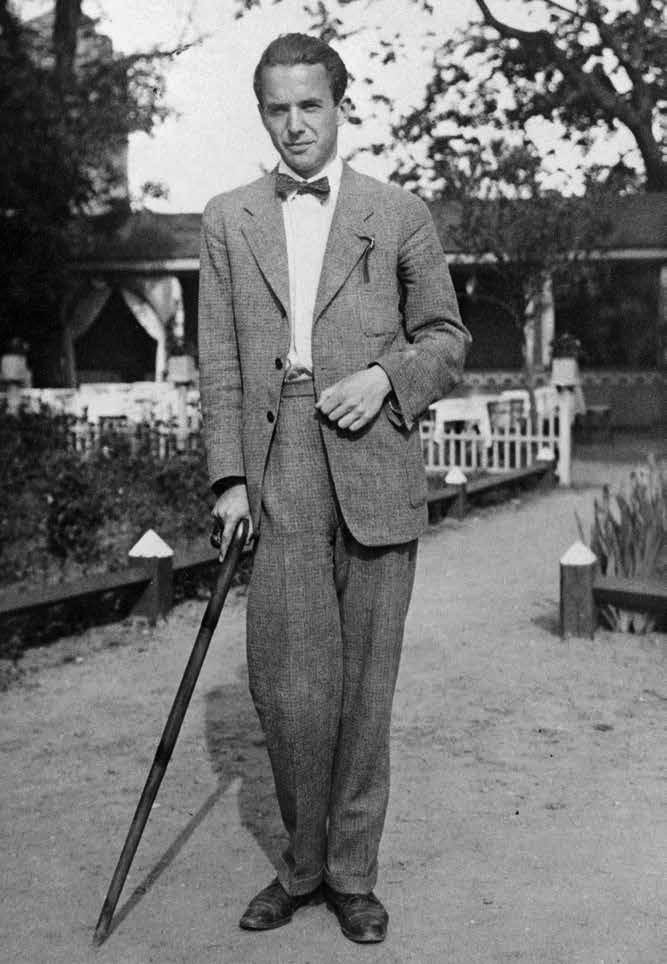
Henry Parland

Henry George William Parland (* 29. Juli 1908 in Wyborg, Großfürstentum Finnland; † 10. November 1930 in Kaunas, Litauen) war ein finnlandschwedischer Dichter und Schriftsteller.

## Lebenslauf
Henry Parland war der älteste Sohn des Ingenieurs Oswald Parland und seiner Frau Ida (geborene) Sesemann. Der britische Vorfahre Parlands zog nach Sankt Petersburg in den Dienst von Zarin Katarina, seine Mutter entstammte einer in Wiborg (heute russisch Wyborg) bekannten baltendeutschen Familie. Um den Wirren der Russischen Revolution zu entgehen, zog die Familie, in der Russisch und Deutsch gesprochen wurde, 1912 nach Finnland. Schwedisch lernte er erst durch den Besuch der Schule in Grankulla. Nach dem Abitur studierte Henry Parland ab 1927 Rechtswissenschaft an der Universität Helsinki. Erste Gedichte von ihm veröffentlichte die literarische Zeitschrift Quosego 1928. 1929 erschien sein einziger zu Lebzeiten veröffentlichter Gedichtband. Ab Mai 1929 arbeitete er am schwedischen Konsulat in Kaunas, wo sein Onkel lebte. Dort ist er, erst 22-jährig, an Scharlach gestorben.
Die meisten seiner Gedichte, Erzählungen und Essays, sowie ein Romanfragment wurden erst posthum von Freunden und seinem Bruder, dem Schriftsteller und Psychiater Oscar Parland, veröffentlicht.

## Werke
- Idealrealisation (Gedichte), 1929[3]

### Posthum
- Återsken, 1932[4]
- Hamlet sade det vackrare, 1964
- Den stora Dagenefter, 1966
- Säginteannat, 1970
- Sönder (om framkallning av Veloxpapper), Helsinki, Svenska litteratursällskapet i Finland, 2005, 2014, 2019[5]
- Dikter, Helsinki, Svenska litteratursällskapet i Finland, 2018[6]
- Prosa, Helsinki, Svenska litteratursällskapet i Finland, 2019[7]

### In deutscher Übersetzung
- z.B. Schreiben wie gerade jetzt. Gedichte schwedisch und deutsch. Übersetzung und Nachwort von Wolfgang Butt, Otava, Helsinki / Klett-Cotta, Stuttgart 1984 (Sammlung Trajekt, 17), ISBN 3-608-95293-4.
- Gisbert Jänicke (Hrsg. und Übers.): Das Land, das nicht ist. Eine schwedische Anthologie aus Finnland. VEB Hinstorff Verlag, Rostock 1986, ISBN 3-356-00044-6, S. 192–218 (Gedichte und Kurzgeschichten von Henry Parland).
- Zerbrochen. (Über das Entwickeln von Veloxpapier). Roman, übersetzt und mit einem Nachwort (S. 147–159) versehen von Renate Bleibtreu. Friedenauer Presse, Berlin 2007, ISBN 978-3-932109-52-2.
- Erhållit Europa – vilket härmed erkännes / Einmal Europa – dankend erhalten. Bilingiuale Auswahl, übertragen und hrsg. von Klaus-Jürgen Liedtke. Münster 2014.
- Ohne mit der Seele zu blinzeln : ein Roman und 111 Gedichte aus den Zwanzigerjahren in Helsinki und Kaunas, herausgegeben, aus dem Finnlandschwedischen [übersetzt] und mit einem Nachwort von Renate Bleibtreu; mit Beiträgen von Michael Krüger (Schriftsteller), Berlin : Friedenauer Presse, 2024, ISBN 978-3-7518-8026-8